# Патраков, Андрей Васильевич
Андре́й Васи́льевич Патрако́в (род. 28 февраля 1959 года, Верхний Уфалей, РСФСР) — советский, казахстанский спортсмен и тренер по волейболу; Мастер спорта СССР (1980); Заслуженный тренер Казахской ССР (1991).

## Биография
Патраков А. В. является неоднократным чемпионом Республики Казахстан и обладателем Кубка РК в должности главного (старшего) тренера клубных команд Казахстана.
Спортивную карьеру начал в 1976 году, играя в волейбольной команде «Каспий», г. Шевченко. В 1980 году продолжил спортивную деятельность игрока в ВК «Дорожник», Алма-Ата.
После завершения спортивной карьеры игрока в 1988 году был назначен на должность старшего тренера волейбольного клуба «Дорожник» и вскоре сборной команды по волейболу Казахской ССР.
- В 1991 году сборная команда Казахстана завоевывает бронзовые медали Спартакиады народов СССР в Киеве, Украина и выигрывает Кубок СССР в Белгороде, Россия.
- С 1991—1994 гг. старший тренер в ВК «Азамат», Алматы. В 1993 году команда выигрывает золотые медали Клубного чемпионата Азии в Хиросиме, Япония. В том же году национальная сборная Республики Казахстан завоевывает серебряные медали чемпионата Азии в Таиланде.
- С 1994 по 1998 год работает в Иране главным тренером клуба «Зубахан», г. Исфахан, Супер-лига. Команда становится бронзовым и дважды серебряным призёром чемпионата Ирана.
- В 1998 году возвращается в Казахстан, где продолжает тренерскую деятельность в клубе «ЦСКА» (далее «Рахат-ЦСКА». В должности главного тренера под его руководством в 2005 году команда «Рахат-ЦСКА» выигрывает Клубный чемпионат Азии в Исламабаде, Пакистан.
- Работал также главным тренером в ВК «Шыгыс Свинец Строй», г. Оскемен с командами Высшей и Национальной лиги с 2012 по 2014 гг.
- В 2014 возвращается в волейбольную команду «Алматы» старшим тренером[1], Национальная Лига. Команда становится серебряным призёром чемпионата РК.

### Достижения
- Патраков А. В. трижды назначался главным тренером национальной сборной по волейболу Республики Казахстан (2001, 2005, 2014).
  - Под его руководством команда дважды выигрывает Квалификационный турнир чемпионата мира в 2001 и 2005 году.
- В 2014 году становится бронзовым призёром «Кубка Азии» среди национальных сборных.